# Stazione di Amstetten
La stazione di Amstetten è un nodo ferroviario nella Bassa Austria. La stazione si trova lungo la Westbahn, la ferrovia che collega Vienna a Salisburgo ed è la stazione in cui termina la diramazione da Kleinreifling della Rudolfsbahn.

## Storia
La stazione è stata aperta il 15 dicembre 1858 dalla società ferroviaria Kaiserin Elisabeth-Bahn, che gestiva la Westbahn. Il 1º giugno 1860 la linea ferroviaria venne prolungata fino a Salisburgo e il 12 giugno 1860 ha raggiunto Monaco. La stazione era ubicata nel comune di Preinsbach, che fu incorporato nel 1883 da Amstetten. Il 12 novembre 1872 la stazione era stata raggiunta dalla diramazione della Rudolfsbahn, della società ferroviaria Kronprinz Rudolf-Bahn ma, a causa del fatto che le due ferrovie erano società indipendenti, la Kronprinz Rudolf-Bahn ha dovuto costruire dei propri binari, in quanto la Kaiserin Elisabeth-Bahn non ha permesso di utilizzare i propri. In seguito al collegamento della Rudolfsbahn con la Westbahn, furono quindi prolungati i binari e ampliato l'edificio della stazione.
Nel 1892 venne progettata una linea ferroviaria da Amstetten a Grein. Il duca di Sassonia-Coburgo-Gotha era pronto a finanziarne la costruzione, ma il progetto venne respinto dal Consiglio comunale di Grein.
Tra il 1908 e il 1909 venne costruita una torre d'acqua alta 18 metri con due serbatoi, ciascuno con 40.000 litri. Nel 1913 le piattaforme furono coperte.
Durante la seconda guerra mondiale, la stazione e i binari furono gravemente danneggiati. Nell'aprile 1945 iniziò la ricostruzione provvisoria. Nel giugno 1951 fu elettrificata la sezione della Westbahn Linz-Amstetten, nel dicembre 1952 venne elettrificata tutta la Westbahn e tra il 1967 e il 1968 venne elettrificato anche il ramo della Rudolfsbahn.

## La stazione
La stazione è dotata di sei binari viaggiatori. Nella hall della stazione sono presenti due biglietterie e una biglietteria automatica. La sala ospita anche un'agenzia di viaggi, una sala d'attesa, una tabaccheria, uno snack bar e due telefoni. I marciapiedi possono essere raggiunti da due sottopassaggi a ovest e ad est della stazione ferroviaria, ciascuno con una biglietteria automatica. Ogni marciapiede è coperto e accessibile da entrambi i sottopassaggi. Il sottopassaggio orientale è dotato di ascensori. Un ristorante e un bagno pubblico si trovano sul binario 1 tra la hall e l'uscita al sottopassaggio orientale. L'ufficio postale è collegato all'edificio.

## Binari
Dei sei binari, il primo è quello principale, 2/3 e 4/5 sono intermedi e il binario 11 è opposto al 4 sul lato occidentale della stazione.
L'assegnazione dei treni ai binari è la seguente:
| Binario | Assegnazione                                                             | Assegnazione                                                             |
| ------- | ------------------------------------------------------------------------ | ------------------------------------------------------------------------ |
| 1       | Regionalzüge Tutte le direzioni                                          | Regionalzüge Tutte le direzioni                                          |
| 2       | Railjets / EN / Westbahn direzione Salisburgo                            | Railjets / EN / Westbahn direzione Salisburgo                            |
| 3       | Railjets / EN / Westbahn direzione Vienna                                | Railjets / EN / Westbahn direzione Vienna                                |
| 2       | IC direzione Attnang-Puchheim (classificati REX fino a Stainach-Irdning) | IC direzione Attnang-Puchheim (classificati REX fino a Stainach-Irdning) |
| 2 e 3   | D-Züge direzione Linz (Wels) o Vienna                                    | D-Züge direzione Linz (Wels) o Vienna                                    |
| 4 e 5   | Regionalzüge direzione St.Valentin                                       | RegionalExpress direzione Vienna                                         |
| 11      | Rudolfsbahn                                                              | Rudolfsbahn                                                              |

## Traffico ferroviario
| Linea    | Percorso | Tempo di percorrenza (min)    | Note                                                            |
| -------- | --- | ----------------------------- | --------------------------------------------------------------- |
| Railjet  | (Flughafen Wien -) Wien Hbf. - Wien Meidling - Tullnerfeld - St.Pölten Hbf. - Amstetten - St.Valentin - Linz Hbf. - Wels Hbf. - Attnang-Puchheim - Vöcklabruck - Neumarkt-Köstendorf - Salzburg Hbf.                  | 60 Min.                       | Una corsa prosegue quotidianamente a Bregenz e due a Klagenfurt |
| WESTbahn | Salzburg Hbf. - Attnang-Puchheim - Wels Hbf. - Linz Hbf. - Amstetten - St.Pölten Hbf. - Wien Hütteldorf - Wien Westbahnhof                                                                                            | 60 Min.                       | "WESTgreen"                                                     |
| WESTbahn | Salzburg Hbf. - Attnang-Puchheim - Wels Hbf. - Linz Hbf. - Amstetten - St.Pölten Hbf. - Wien Meidling - Wien Hbf. - Wien Quartier Belvedere - Wien Rennweg - Wien Mitte - Wien Praterstern                            | 60 Min.                       | "WESTblue"                                                      |
| D        | Wien Hbf. - Wien Meidling - St.Pölten Hbf. - Amstetten ( - Linz Hbf.) | corsa unica                   |                                                                 |
| Nightjet | Wien Hbf. - Wien Meidling - St.Pölten Hbf. - Amstetten - Linz Hbf. - Wels Hbf. - Attnang-Puchheim - Salzburg Hbf. - Zürich/Venezia                                                                                    | una coppia di treni per notte | Divisione ferroviaria a Salisburgo                              |
| Nightjet | Wien Hbf. - Wien Meidling - Tullnerfeld - St.Pölten Hbf. - Amstetten - St.Valentin - Linz Hbf. - Wels Hbf. - Attnang-Puchheim - Vöcklabruck - Salzburg Hbf. - Innsbruck Hbf. - (...) - Feldkirch - Dornbirn - Bregenz | una coppia di treni per notte |                                                                 |
| REX      | Amstetten - (...) - Pöchlarn - Melk - St.Pölten Hbf. - Tullnerfeld - Wien Hütteldorf - Wien Westbahnhof | 60 Min.                       | prolungamento da e per St.Valentin, al mattino ogni 30 minuti   |
| R        | Amstetten - (...) - Stadt Haag - St.Valentin | 60 Min.                       |                                                                 |
| R        | Amstetten - (...) - Waidhofen a. d. Ybbs - Weyer - Kleinreifling (- Weißenbach-St.Gallen) | 60 Min.                       | Servizio potenziato al mattino con corse aggiuntive             |